# جان اریکسن (بازیکن فوتبال)
جان اریکسن (دانمارکی: John Eriksen؛ ۲۰ نوامبر ۱۹۵۷ – ۱۲ فوریهٔ ۲۰۰۲) یک بازیکن فوتبال در پست مهاجم اهل دانمارک بود.

## باشگاهی
از باشگاه‌هایی که در آن بازی کرده‌است می‌توان به سروت ۱۸۹۰ و فاینورد اشاره کرد.

## تیم ملی
وی همچنین در تیم ملی فوتبال دانمارک بازی کرده است.

## درگذشت
اریکسن از بیماری آلزایمر رنج می برد و سه سال آخر عمر خویش را در آسایشگاه سپری نمود و بر اثر سقوط اتفاقی در خانه خویش درگذشت.